# Atlantis (band)
Atlantis was een Duitse rockband uit de jaren 70 van de 20e eeuw.

## Bezetting
Oprichters
- Inga Rumpf (zang)
- Jean-Jacques Kravetz (keyboards)
- Karl-Heinz Schott (basgitaar)
- Frank Diez (gitaar)
- Curt Cress (drums)

Voormalige leden
- George Meier (gitaar)
- Udo Lindenberg (drums)
- Dieter Bornschlegel (gitaar)
- Ringo Funk (drums)
- Rainer Schnelle (keyboards)
- Adrian Askew (keyboards)
- Alex Conti (gitaar)
- Rainer Marz (gitaar)

## Geschiedenis
Atlantis werd opgericht in de nazomer van 1972 door Inga Rumpf, Jean-Jacques Kravetz en Karl-Heinz Schott, die voorheen speelden bij de band Frumpy. Tot de oprichters behoorden ook Frank Diez en Curt Cress, die voorheen speelden bij de band Emergency.
Na enkele liveoptredens in Duitsland werd in de studio's van Island Records in Londen de eerste lp geproduceerd, die speciaal in de Verenigde Staten hoog aansloeg en waar men Rumpfs blues-georiënteerde stem waardeerde. Diez en Cress verlieten na de opnamen de band. Voor een vierweekse tournee door het Verenigd Koninkrijk met Procol Harum en Traffic kwamen George Meier en Udo Lindenberg bij de band. Deze werden na de tournee vervangen door Dieter Bornschlegel (ex-Traumtorte) en Ringo Funk (ex-Jeronimo), waarmee dan de tweede lp It's Getting Better (1973) werd opgenomen.
Tijdens een verdere vierweekse tournee door het Verenigd Koninkrijk verliet Kravetz de band om zich aan te sluiten bij de band Randy Pie. Voor hem kwam Rainer Schnelle kortstondig erbij. Eind 1973 rangeerde de band onder de drie populairste bands van de lezerskring van het toenmalige belangrijke vakblad Musikmarkt. In de zomer van 1974 vond de volgende personele mutatie plaats. Voor Schnelle kwam de Brit Adrian Askew en voor Bornschlegel kwam Alex Conti van de band Curly Curve. In deze bezetting werd in 1974 het derde album Ooh Baby ingespeeld.
In 1975 vond een tournee plaats door de Verenigde Staten (meestal als voorprogramma van Lynyrd Skynyrd), waarna de band afscheid nam van Alex Conti, voor wie voor de eerste keer de tweede gitarist Rainer Marz (ex-Jeronimo) zich bij de band voegde. De navolgende vierde lp Get On Board (1975) werd duidelijk gekenmerkt door hardrock in Amerikaanse stijl, maar werd geen commercieel succes.
In januari 1976 maakten Rumpf en Schott de ontbinding van de band bekend. Er volgden tot maart 1976 nog enkele verdere studio-opnamen, die werden uitgebracht op het album Top of the Bill.
Op 23 februari 1983 vond in de Hamburgse cultuurcentrum de Fabrik een eenmalig reünieconcert plaats van de oprichters van Atlantis.

## Discografie

### Singles
- 1972: Rock'n Roll Preacher / Maybe It's Useless
- 1974: Son of a bitches son / Good friends
- 1975: Mainline Florida / Ooh, Baby

### Albums
- 1972: Atlantis
- 1973: It's Getting Better
- 1974: Ooh, Baby
- 1975: Get on Board
- 1975: Live (DoLP Recorded live at the Hamburger „Fabrik“, CD-Titel: Live at Fabrik)
- 1976: Top of the Bill
- 1976: Attention! Best of Atlantis (compilatie)
- 1980: Rock Heavies (compilatie)
- 1980: Greatest Hits Vol. 1 & 2 (compilatie)